# Вајнерт (Тексас)
Вајнерт (енгл. Weinert) град је у америчкој савезној држави Тексас. По попису становништва из 2010. у њему је живело 172 становника.

## Демографија
Према попису становништва из 2010. у граду је живело 172 становника, што је 5 (2,8%) становника мање него 2000. године.
| Група             | 2000.       | 2010.       |
| Белци             | 141 (79,7%) | 128 (74,4%) |
| Афроамериканци    | 0 (0,0%)    | 0 (0,0%)    |
| Азијати           | 0 (0,0%)    | 0 (0,0%)    |
| Хиспаноамериканци | 34 (19,2%)  | 44 (25,6%)  |
| Укупно            | 177         | 172         |